# Manifeste
Un manifeste est une déclaration écrite et publique par laquelle un gouvernement, un parti politique, une association, un collectif, un courant artistique ou une personne, expose un programme d'actions ou une position, le plus souvent politique ou esthétique. 
Au XIXe siècle, l'usage du manifeste a été intégré par le mouvement ouvrier, qui a utilisé cette forme d'intervention politique et littéraire à diverses reprises, notamment avec le Manifeste du Parti communiste de 1848. Certains courants de l'art moderne l'ont aussi utilisé, bien que ce ne soit qu'avec le Manifeste du futurisme de Marinetti que cet usage soit devenu célèbre, de même que la lettre au président d'Émile Zola avec J'accuse concernant l'affaire Dreyfus.

## Histoire lexicale
Issu du latin manifestus, les premières occurrences du mot « manifeste » en français sont attestées au XIIe siècle, dans le vocabulaire de la théologie, où il désigne la manifestation de Dieu ou de sa volonté. De là viendraient les deux sens qu'il a pris en français moderne : d'une part dans le sens précédemment indiqué, et d'autre part, dans le domaine commercial, pour désigner un document établi en général à l'intention des Douanes et qui récapitule tous les éléments constitutifs d'un navire ou d'un aéronef, dont sa cargaison, partant vers l'étranger ou en provenant, avant son déchargement (à partir de 1362).
Dans son sens de « déclaration publique », il désignait à l'origine un texte affiché dans un lieu public pour faire connaître à la collectivité une intention, un programme. Dans cette acception, il est probablement issu de l'italien manifesto, et est attesté en français aux environs de 1575. Il est alors plus ou moins synonyme de « déclaration. » L'ambiguïté règne durant les deux siècles suivants sur le sens à donner à ce mot, notamment en ce qui concerne l'identité de son émetteur : il peut s'agir ou bien d'un texte émanant du pouvoir légitime, ou bien d'une déclaration provenant d'un parti ou d'une faction. Dans ce dernier sens, il pourra y avoir un certain flottement sémantique entre le manifeste et la pétition : même si cette dernière est censée désigner un texte collectif destiné à une autorité constituée alors que le destinataire du manifeste est difficilement localisable (sinon sous le terme générique « d'opinion publique »), l'historien Jean-François Sirinelli fait observer que dans la pratique, « la distinction est parfois ténue entre ces deux catégories de textes collectifs. »

## Types

### Politique

#### Jusqu'auXVIIIesiècle
C'est au début du XVIIe siècle que le terme « manifeste » commence à désigner des déclarations publiques qui ne sont plus seulement le fait de princes ou de grands seigneurs, mais dont les auteurs peuvent être de simples particuliers. Durant les deux siècles suivants, celles-ci seront suffisamment nombreuses pour que le sens originel passe au second plan.
À partir de la fin du XVIIIe siècle, le terme sera largement utilisé par les porte-parole de ce qui deviendra le mouvement ouvrier, avec notamment le Manifeste des Égaux de 1796 (Conjuration des Égaux de Gracchus Babeuf), ou le Manifeste politique et social de la démocratie pacifique de Victor Considerant (1843). C'est à cette tradition que se réfère le texte de la Ligue des communistes, rédigé par Karl Marx et Friedrich Engels, le Manifeste du parti communiste de 1848.

#### Politique en Europe, 1976-2011
En Europe, depuis l'après guerre, différents groupes transnationaux (de droite comme de gauche) ont recours au format du manifeste pour s'accorder:
- En 1947, est créé le Manifeste d’Oxford de l’Internationale libérale.
- Le 21 février 1976 à Paris, le bureau politique de l’UEDC adopte le Manifeste des démocrates-chrétiens européens. Le 16 juillet 1976 à Rome, est adopté le Manifeste politique de l’Union Mondiale DC.
- Vers 2001, 2011, le parti des socialistes européens (PSE) à décidé de faire campagne pour les élections européennes avec une stratégie et une vision communes, autour d’un manifeste commun. D'après les statuts du PSE, le manifeste pour les élections européennes est adopté par son congrès électoral
- En 2012, le PPE aussi adopte un manifeste

En Grande-Bretagne, le labour party adopte un manifeste électoral avant certains élections, comme en 1983, 1986, 1987 et 1992.

#### Élections européennes de 2019 et 2024
Certains partis politiques, en France continuent de publier des manifestes.
Le dernier recensé, avant les élections européennes de 2019, est le "Manifeste pour une Europe des nations", du Rassemblement national, rédigé par Marine Le Pen et Jordan Bardella, rendu public le lundi 3 juin 2019, imprimé à 5000 exemplaires,,.
En 2024, plusieurs groupes politiques européens ont présenté des versions préliminaires de leurs manifestes pour les élections européennes prévues du 6 au 9 juin 2024.
En 2024: la place des idées dans le manifeste varie: Certains partis politiques européens y mentionnent seulement des priorités politiques quand d'autres y détaillent un programme.

### Littératures et arts

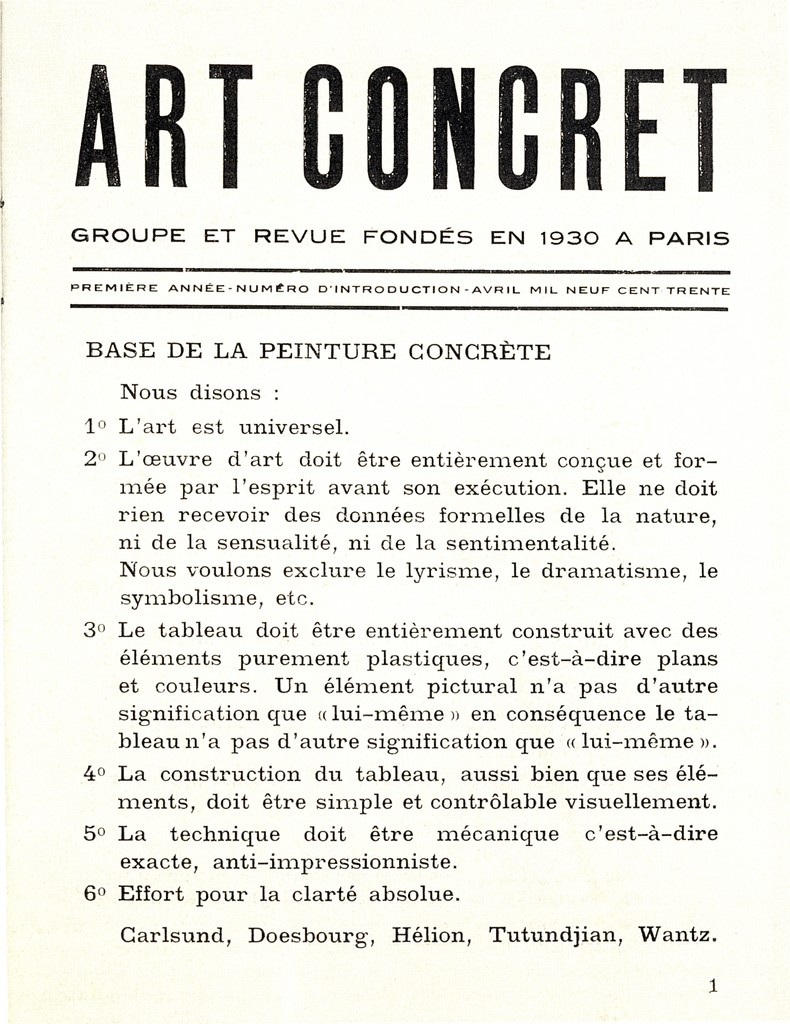
Manifeste de l'art concret, Paris, 1930.

Dans le domaine littéraire, l'un des premiers textes à avoir été qualifié de « Manifeste » est la Défense et illustration de la langue française de Joachim Du Bellay. Qualificatif donné a posteriori, puisqu'il n'apparaît qu'en 1828, sous la plume de Sainte-Beuve. L'emploi de ce néologisme par Sainte-Beuve fait toutefois probablement écho à l'apparition récente du vocable dans le domaine esthétique, puisque quatre ans plus tôt était paru un Manifeste de la Muse française. Mais, si la pratique du manifeste existe bien chez les artistes et les écrivains, le terme lui-même reste rare jusqu'à son emploi par Marinetti pour ses Manifestes futuristes au début du XXe siècle (bien qu'il y ait eu, en 1886, le Manifeste du symbolisme de Jean Moreas), bientôt suivi par Tristan Tzara et les Manifestes Dada.

### Économie et technologie
Le terme de Manifeste est utilisé dans des essais pour renforcer la dimension prospective ou politique que l'on veut donner à une réflexion. On peut ainsi citer à titre d'exemple le GNU Manifesto de Richard Stallman en 1985, le Hacker's Manifesto de Loyd Blankenship en 1986, ou encore le Cluetrain Manifesto de Rick Levine, Christopher Locke, Doc Searls et David Weinberger en 1999.

### Autres domaines
Dans le domaine de la vie quotidienne ou des sujets de société, on trouve divers manifestes, comme Le manifeste du bien-manger de Véronique Richez-Lerouge, sur l'impact de l'alimentation ou Le manifeste des pauvres de Francisco Van der Hoff, ou encore Le manifeste des Arabes du politologue Hasni Abidi.

## Classification et analyse informatisées
L'analyse de données textuelles des manifestes s'est développée en sciences politiques depuis le projet séminal, entamé en 1979, du Manifesto Research Group, dirigé par Ian Budge (Université de l'Essex)  et mené dans le cadre du Consortium européen pour la recherche politique. En utilisant les NTIC, le collectif a analysé d'abord les manifestes des partis politiques (ou plateformes électorales, programmes politiques,  etc.), publiés après la Seconde Guerre mondiale dans 19 démocraties (Europe de l'Ouest et États-Unis principalement), bientôt élargi à la plupart des partis politiques dans 25 démocraties. Le projet a depuis été renommé Comparative Manifestos Project, auquel participent diverses institutions, dont le Berlin Social Science Research Center (en), et s'étend à tous les pays de l'OCDE et quelques autres (au moins 529 pays et 781 partis sont actuellement pris en compte). En standardisant les données, cette méthode d'analyse permet notamment d'augmenter les possibilités de comparaison entre les programmes.
Ces derniers sont classés en fonction d'une cinquantaine de catégories : par exemple anti-impérialisme; catégories relative à la liberté et aux droits de l'homme ; celles relatives au régime politique (par exemple emphase sur une « réforme de l'État », etc.) ; des catégories économiques (nationalisations, etc.); des catégories relatives à la protection sociale et à la qualité de vie (environnement, etc.); des catégories sociales (multiculturalisme, minorités sociales ou ethnique, etc.). L'analyse quantitative permet déjà d'évaluer l'accent mis par chaque parti sur ces différents thèmes. À partir de ces catégories, les chercheurs ont tenté de classifier les positions selon un axe gauche-droite afin de déterminer la position idéologique des partis. 
Par exemple, ont été considérées comme position de gauche les catégories : « régulation du capitalisme », « planification économique », « protectionnisme », « nationalisation », « décolonisation », « paix » et « internationalisme », « démocratie » et « protection sociale », « éducation » et « mouvement ouvrier » ou « syndicalisme ». Ont été considérées comme position de droite les catégories : « libre entreprise », « incitations », « orthodoxie économique » et « efficacité », défense du « mode national de vie », « constitutionnalisme », « autorité du gouvernement », « moralité traditionnelle », « défense de l'armée » et enfin liberté et droits de l'homme. 
Ce découpage, utilisé par Kim et Fording (1998) , peut bien entendu être remis en cause. Mais, à condition de ne pas remettre en cause les catégories utilisées à l'origine pour catégoriser les plateformes politiques, tout autre découpage peut être effectué. La faiblesse principale de ce programme provient en effet de son caractère pionnier : n'ayant guère eu de concurrent pendant des décennies, de nombreux chercheurs se sont appuyés sur ces données et sur le mode initial de catégorisation choisie par les concepteurs du programme pour effectuer des analyses politiques, publiées dans diverses revues internationales de sciences politiques.